# Людвік Млинек
Людвік Млинек (пол. Ludwik  Młynek, псевдоніми Jan Kolka, Jasiek Kolka, Kmieć ze Sierczy, L. Sierczanin; 19 серпня 1864, с. Серча — 28 серпня 1941, там само) — польський педагог, етнограф, фольклорист, поет, письменник, освітній діяч.

## Життєпис
Народився 19 серпня 1864 року в селянській родині в с. Серча поблизу Велички, був наймолодшим сином у родині. Батько — Войцех Млинек, мати — Реґіна Слюсарчик. 
Професор Бучацької державної гімназії з 1 вересня 1896 року.
Діяч «Польського народознавчого товариства» (пол. Polskie Towarzystwo Ludoznawcze), його член з 1897 року (разом з дружиною). За його сприяння відкрили відділи товариства в Бучачі і Тарнові.
Дружина — донька війта Серчі Анна Оприхувна. Мали 12 дітей, з яких 3 померли дуже рано, 2 — у старшому віці.